# Молодая женщина
«Молодая женщина» (фр. Jeune femme) — французско-бельгийская трагикомедия. Полнометражный режиссерский дебют Леонор Серай. Фильм получил приз «Золотая камера» за дебютный полнометражный фильм в секции «Особый взгляд» на 70-м Каннском международном кинофестивале (2017).
В российский прокат фильм вышел 28 декабря 2017 года, также шёл в итальянском прокате.

## Сюжет
После нескольких лет скитаний Паула возвращается в Париж. Покинутая бывшим любовником, безработная и неприкаянная, она начинает жизнь с нуля. Паула находит работу няней девочки из богатой семьи и продавщицы в отделе нижнего белья, знакомится с симпатичным телохранителем и начинает оттаивать от прошлых отношений.

## В ролях
| Актёр                | Роль          |
| -------------------- | ------------- |
| Летиция Дош          | Паула Симонян |
| Сулейман Сейе Ндиайе | Осман         |
| Грегуар Монсенжон    | Хоаким Делош  |

## Критика
Фильм получил высокие отзывы кинокритиков. На сайте Rotten Tomatoes фильм имеет рейтинг 98 % на основе 41 рецензии со средним баллом 7,7 из 10. На сайте Metacritic фильм имеет оценку 76 из 100 на основе 8 рецензий критиков, что соответствует статусу «в целом положительные отзывы».
Кинокритик Антон Долин назвал фильм «французским хипстерским евангелием — о неврозах, грезах и реальности молодых людей (особенно девочек) XXI века».
Кинокритик Максим Семенов отметил, что «в легкости, с которой Леонор Серай ведет повествование, чувствуется что-то от европейского кино 60-х, а смена скорее шутливых и скорее серьезных эпизодов заставляет вспомнить об Аньес Варда и ее „Клео с пяти до семи“».
Французский журнал Bande à part назвал фильм «одним из прекраснейших сюрпризов, которыми одарил нас французский кинематограф за последние годы».
Издание ELLE отдельно отметило игру актрисы: «Летиция Дош, сыгравшая главную роль — одновременно и удивительна, и уморительна. Ее уже нельзя упускать из виду».
Сайт французской кинокритики Critikat.com обратил внимание на режиссуру: «Фильм не перестает удивлять простыми, но изобретательными режиссерскими находками, придающими ему легкости и подчеркивающими линии персонажей и потрясающую актерскую игру».

## Награды
2017 — 70-й Каннский международный кинофестиваль
- Приз «Золотая камера» за лучший дебют (Леонор Серай)[11][12]